# Хуан Суй
Хуан Суй (спрощ.: 黄穗; кит. трад.: 黃穗; піньїнь: Huáng Suì; нар. 8 січня 1982, провінція Хунань, КНР) — китайська бадмінтоністка, олімпійська медалістка.
На літніх Олімпійських іграх 2004 в Афінах вона завоювала срібну медаль в парному жіночому розряді, виступаючи разом з Гао Лін. Поступились у фінальному матчі співвітчизникам Чжан Цзевень /  Ян Вей.